# Martínivka (Crimea)
|  | Per a altres significats, vegeu «Martínovka». |

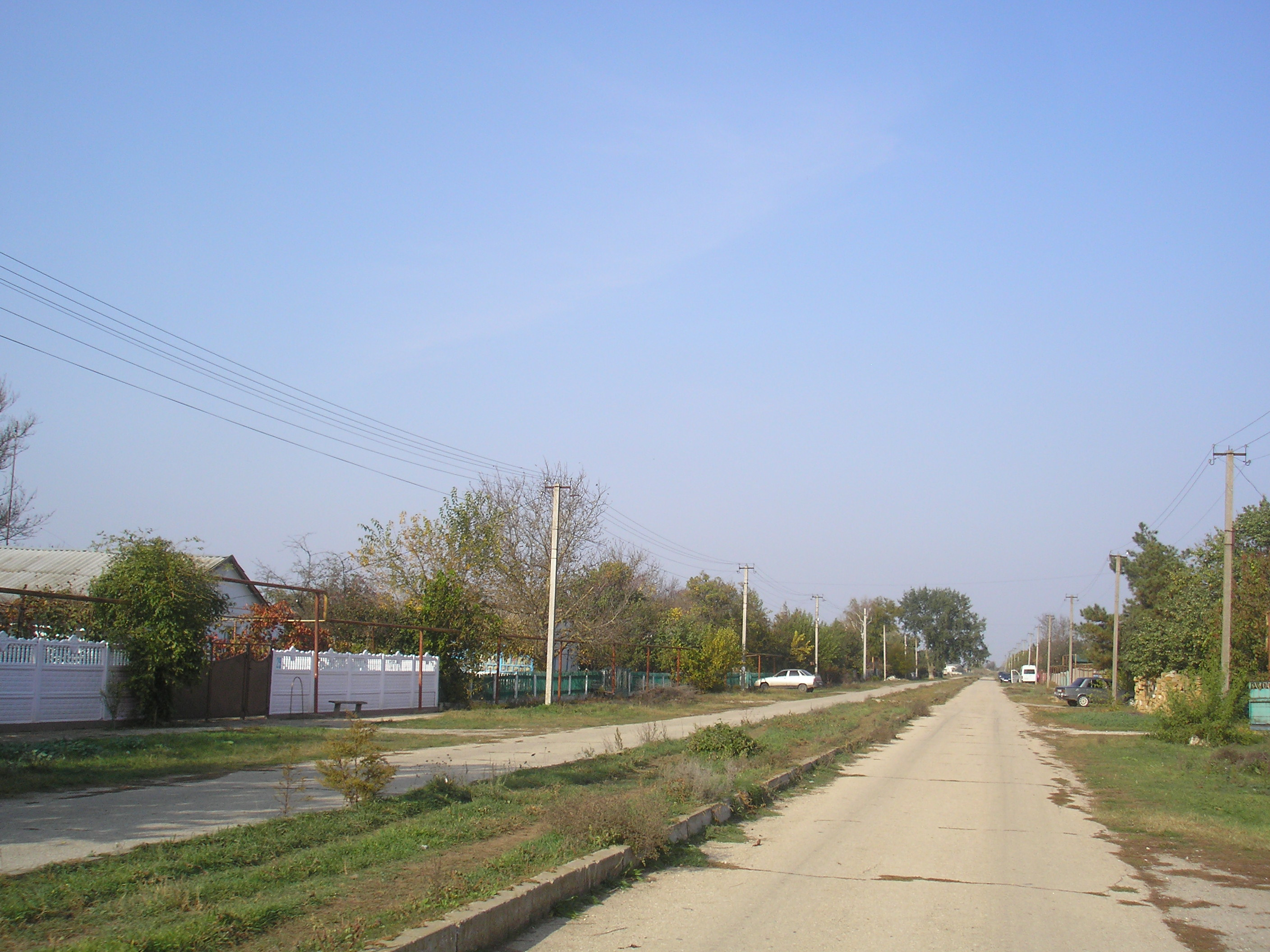
Imatge de la població.

Martínivka (en (ucraïnès): Мартинівка, en rus: Мартыновка, Martínovka) és un poble de la República Autònoma de Crimea a Ucraïna, que el 2014 tenia 585 habitants. Pertany al districte rural de Djankoi.